# Lista de estádios de futebol do Colômbia
Esta é uma lista dos principais estádios de futebol da Colômbia.
| Localidade      | Estádio                                | Nome popular          | Mandante                                   | Capacidade |
| --------------- | -------------------------------------- | --------------------- | ------------------------------------------ | ---------- |
| Barranquilla    | Estádio Metropolitano Roberto Meléndez | Estádio Metropolitano | Junior                                     | 60.000     |
| Medellín        | Estádio Atanasio Girardot              |                       | Atlético Nacional e Independiente Medellín | 53.000     |
| Cáli            | Estádio Deportivo Cali                 | -                     | Deportivo Cali                             | 52.000     |
| Bogotá          | Nemesio Camacho                        | El Campín             | Millonarios e Independiente Santa Fé       | 48.600     |
| Cáli            | Olímpico Pascual Guerrero              | Pascual Guerrero      | América de Cali e Depor FC                 | 45.195     |
| Cúcuta          | General Santander                      | -                     | Cúcuta Deportivo                           | 45.000     |
| Manizales       | Palogrande                             | -                     | Once Caldas                                | 36.553     |
| Ibagué          | Manuel Murillo Toro                    |                       | Deportes Tolima                            | 31.000     |
| Pereira         | Hernán Ramírez Villegas                |                       | Deportivo Pereira                          | 30.313     |
| Armênia         | Centenário                             |                       | Deportes Quindío                           | 29.000     |
| Bucaramanga     | Alfonso López                          |                       | Atlético Bucaramanga                       | 25.000     |
| Pasto           | Departamental Libertad                 | La Libertad           | Deportivo Pasto                            | 25.000     |
| Cartagena       | Olímpico Jaime Morón León              | Jaime Morón           | Real Cartagena                             | 25.000     |
| Santa Marta     | Eduardo Santos                         |                       | Unión Magdalena                            | 23.000     |
| Neiva           | Guillermo Plazas Alcid                 | Plazas Alcid          | Atlético Huila                             | 22.000     |
| Tunja           | La Independencia                       |                       | Boyacá Chicó e Patriotas FC                | 20.000     |
| Barranquilla    | Estádio Romelio Martínez               |                       | Barranquilla FC                            | 20.000     |
| Tuluá           | Estádio Doce de Octubre                |                       | Cortuluá                                   | 16.000     |
| Villavicencio   | Estádio Manuel Calle Lombana           |                       | Centauros Villavicencio                    | 15.000     |
| Bogotá          | Estádio Alfonso López Pumarejo         |                       | Bogotá FC                                  | 15.000     |
| Envigado        | Polideportivo Sur                      |                       | Envigado FC                                | 12.000     |
| Itagüí          | Estádio Metropolitano Ciudad de Itagüí |                       | Itagüí Ditaires                            | 12.000     |
| Bogotá          | Metropolitano de Techo                 | Techo                 | La Equidad                                 | 11.000     |
| Valledupar      | Estádio Armando Maestre Pavajeau       |                       | Valledupar FC                              | 10.000     |
| Rionegro        | Estádio Alberto Grisales               |                       | Deportivo Rionegro                         | 9.000      |
| Palmira         | Estádio Francisco Rivera Escobar       |                       | Deportes Palmira                           | 9.000      |
| Barrancabermeja | Estádio Daniel Villa Zapata            |                       | Alianza Petrolera                          | 8.000      |
| Soacha          | Estádio Luis Carlos Galán Sarmiento    |                       | Juventud Soacha                            | 8.000      |
| Sincelejo       | Estádio Arturo Cumplido Sierra         |                       | Atlético de la Sabana                      | 5.000      |
| Bogotá          | Estádio Compensar                      |                       | Academia Fútbol Club                       | 4.500      |
| Floridablanca   | Estádio Álvaro Gómez Hurtado           |                       | Real Santander                             | 4.000      |
| Zipaquirá       | Estádio Municipal Los Zipas            |                       | Expreso Rojo                               | 2.000      |